# Gesonia fumata
Gesonia fumata är en fjärilsart som beskrevs av Edward P. Wiltshire 1977. Gesonia fumata ingår i släktet Gesonia och familjen nattflyn. Inga underarter finns listade i Catalogue of Life.